# FSV 90 Altentreptow
Der FSV 90 Altentreptow ist ein Fußballverein in der Kleinstadt Altentreptow im Südosten Mecklenburg-Vorpommerns. Er nutzt den städtischen Sportplatz Stralsunder Straße im Norden der Stadt mit Rasenplatz und einem Fassungsvermögen von 2.000 Zuschauern.

## Geschichte
Bis zum Ende des Zweiten Weltkriegs spielte der Altentreptower Fußball nur eine untergeordnete Rolle. 1945 wurden in Altentreptow wie in der gesamten sowjetischen Besatzungszone auf Betreiben der Besatzungsmacht alle Sportvereine aufgelöst. Nachdem ab 1946 Sportwettkämpfe in Mecklenburg-Vorpommern wieder landesweit zugelassen wurden, beteiligte sich eine Sportgemeinschaft Altentreptow an der Fußballmeisterschaft des Landes. Bis 1950 war die SG regelmäßig in der Landesklasse, der höchsten Fußball-Liga des Landes, vertreten, ehe sie im Sommer 1950 in die Bezirksklasse abstieg. 1948 und 1949 führte die Landesklasse direkt zur Qualifikation der Ostzonenmeisterschaft, sodass die SG Altentreptow für diese Jahre als Erstligagemeinschaft anzusehen ist.
Als 1952 die Bezirksliga als dritte Fußballklasse in der DDR gegründet wurde, gehörte auch Altentreptow zu den zehn Gründungsgemeinschaften der Bezirksliga Neubrandenburg. Inzwischen war die bis dahin namenlose Sportgemeinschaft im Rahmen des 1948 ins Leben gerufenen Systems der Betriebssportgemeinschaften von der Deutschen Reichsbahn übernommen und in die BSG Lokomotive Altentreptow umgewandelt worden. Über drei Spielzeiten war die BSG Lok drittklassig, nach Beendigung der Saison 1954/55 musste sie in die Bezirksklasse absteigen. Es gelang jedoch der sofortige Aufstieg, und abgesehen von einem nochmaligen Abstieg 1959 spielte Lok bis 1964 wieder in der Bezirksliga. 1964 fiel die Mannschaft einer Reduzierung der Bezirksliga von zwei Staffeln auf eine Staffel zum Opfer, denn der 9. Platz reichte nicht für die die nun eingleisige Liga. Erst in der letzten Saison der Bezirksliga Neubrandenburg im DDR-Fußballspielbetrieb 1990/91 war Altentreptow dort noch einmal vertreten, gestartet als BSG Lokomotive und während der Saison umgewandelt in den bürgerlichen Verein FSV 90 Altentreptow.
Nur in den ersten Jahren ihres Bestehens konnte sich die BSG Lok im Fußball über die Bezirksebene hinaus präsentieren. Sowohl 1954 als 1958 hatte sie sich für den DDR-weiten Fußballpokal-Wettbewerb qualifiziert. Sie kam jedoch in beiden Jahren nicht über die erste Runde hinaus. 1954 scheiterte Lok Altentreptow auswärts am Zweitligisten Dynamo Schwerin mit 1:7, 1958 konnte das Heimrecht gegen den Bezirksligisten Motor Rostock nicht genutzt werden, die Altentreptower unterlagen mit 0:2.
Der FSV kam 1991 im neu organisierten DFB-Spielbetrieb nicht über das Landesniveau des neu gegründeten Bundeslandes Mecklenburg-Vorpommern hinaus. 2005 aus der sechstklassigen Landesliga abgestiegen, wurde der Verein anschließend bis in die Bezirksklasse (seit 2008 9. Liga) durchgereicht. 2010 gelang der 1. Männermannschaft der Aufstieg in die Landesklasse und 2014 die Rückkehr in die mittlerweile siebtklassige Landesliga. Seit 2017 spielt der FSV wieder in der Landesklasse (8. Liga).

## Statistik
- Teilnahme FDGB-Pokal: 1954/55, 1958